# Ana de Trebisonda (reina de Georgia)
Ana Gran Comneno (en griego: Άννα Μεγάλη Κομνηνή; en georgiano: ანა კომნენა; 6 de abril de 1357-después del 30 de noviembre de 1406), fue una princesa trebera y reina consorte de Georgia como la segunda esposa de Bagrat V. Fue la madre de Constantino I, quien más tarde en 1407 sucedería a su medio hermano, Jorge VII y gobernaría como rey.
Fue miembro de la poderosa dinastía griega bizantina Comneno, que fue fundada por Isaac I Comneno en 1057.

## Familia y compromiso matrimonial

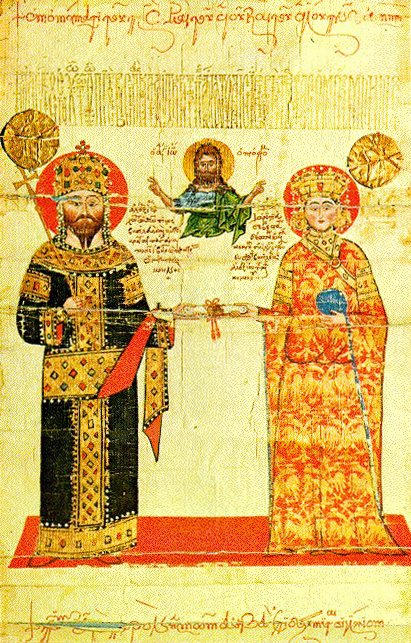
Alejo III de Trebisonda y Teodora Cantacucena, padres de Ana.

Ana nació en Trebisonda el 6 de abril de 1357, el día antes del Viernes Santo. Era la hija mayor del emperador Alejo III de Trebisonda y Teodora Cantacucena. Tenía dos hermanos menores, Basilio y Manuel; y tres hermanas menores: Eudoxia, María y otra cuyo nombre se desconoce; las tres se casaron más tarde con gobernantes musulmanes turcomanos. Ana también tenía al menos un medio hermano ilegítimo, Andrónico, por la relación de su padre con una amante anónima.
En abril de 1362, una delegación que incluía al gran logoteta Jorge, los Escolarios, el sebasto y el historiador Miguel Panareto fue a Constantinopla, para negociar su compromiso con Andrónico Paleólogo, quien más tarde gobernaría como emperador bizantino bajo el nombre de Andrónico IV. Por razones desconocidas, el compromiso fue anulado y luego se eligió otro esposo para ella.

## Reina de Georgia
En junio de 1367, a la edad de diez años y dos meses, devino en la segunda esposa del rey Bagrat V de Georgia, también conocido como Bagrat el Grande. Su primera esposa, Helena, había muerto el año anterior de peste bubónica, dejando dos hijos. Ana fue acompañada a Georgia por su padre y su abuela paterna, Irene de Trebisonda.
En una fecha desconocida, en algún momento después de 1369, Ana dio a luz a un hijo, Constantino (fallecido en 1411/1412). Más tarde reinaría como Constantino I de Georgia, sucediendo a su medio hermano, Jorge VII en 1407. Según Cyril Toumanoff, Ana tuvo otros dos hijos con Bagrat: Olimpia y David.
En noviembre de 1386, Tiflis fue sitiada y capturada por las fuerzas invasoras del señor de la guerra turcomongol Tamerlán; Ana, junto con su esposo y su hijo fueron hechos prisioneros. Como medio para asegurar su liberación, el rey Bagrat accedió a convertirse en musulmán y Tamerlán los envió de regreso a Georgia con 20 000 soldados mongoles. Sin embargo, el príncipe Jorge, hijo de su esposo de su primer matrimonio, pudo destruir completamente al ejército mongol y liberó al rey y la reina del cautiverio. Al final, no se convirtieron al Islam, aunque se libraron más batallas con Tamerlán antes de que permitiera que el reino de Georgia siguiera siendo cristiano.
El esposo de Ana murió en 1393; ella murió en algún momento después de 1406.